# Järnekslavmätare
Järnekslavmätare, Peribatodes ilicarius, är en fjärilsart som beskrevs av Carl Geyer, 1833. Järnekslavmätare ingår i släktet Peribatodes och familjen mätare, Geometridae. Arten är ännu inte påträffad i Sverige, men förekommer i Danmark. Inga underarter finns listade i Catalogue of Life.